# Nadiad
Nadiad là một thành phố và khu đô thị của quận Kheda thuộc bang Gujarat, Ấn Độ.

## Địa lý
Nadiad có vị trí 22°42′B 72°52′Đ / 22,7°B 72,87°Đ Nó có độ cao trung bình là 35 mét (114 feet).

## Nhân khẩu
Theo điều tra dân số năm 2001 của Ấn Độ, Nadiad có dân số 192.799 người. Phái nam chiếm 52% tổng số dân và phái nữ chiếm 48%. Nadiad có tỷ lệ 78% biết đọc biết viết, cao hơn tỷ lệ trung bình toàn quốc là 59,5%: tỷ lệ cho phái nam là 82%, và tỷ lệ cho phái nữ là 73%. Tại Nadiad, 9% dân số nhỏ hơn 6 tuổi.